# Албанци у Републици Српској
Албанци у Републици Српској (алб. Shqiptarët në Republika Serbe) су грађани албанског поријекла, који живе и раде на територији Републике Српске. Албанци се у Републици Српској углавном баве својим традиционалним занимањима, посластичарством и пекарством. Велики број Албанаца је у годинама током и након Одбрамбено-отаџбинског рата напустиуо територију Републике Српске и прешао или у Федерацију БиХ или у друге земље, док се одређен број Албанаца борио у редовима Војске Републике Српске.
Албанци су једна од седамнаест службених националних мањина у Републици Српској, а њихове интересе заступају представници и делегати у Вијећу народа Републике Српске, Савјету националних мањина и Савезу националних мањина. Делегати из Вијећа народа се распоређују у радна тијела, Савјет националних мањина бира предсједника, потпредсједника и секретара, док Савез националних мањина бира предсједника, потпредсједника и Координационо тијело, које 2016. године замјењује Управни одбор. Албанци нису учествовали у оснивању Савеза националних мањина, а до сада нису имали делегате у сазивима Вијећа народа, Савеза националних мањина и Савјета националних мањина.

## Историјат
На територију данашње Републике Српске први Албанци долазе у вријеме османске окупације послије Бечког рата 1683-1699, потјерани тешким економским, политичким и друштвеним стањем у регијама гдје су живјели раније. Највише их се населило из регије данашње сјеверне Албаније, а углавном су били католичке вјероисповијести. Доласком на ове просторе Албанци су се највише бавили сточарством и пољопривредом, а врло брзо су се асимиловали са потурченим хришћанима, који су били окосница стварања новог муслиманског народа на тлу данашње Републике Српске. С доласком Аустроугарске број Албанаца се смањио, услијед даљњих емиграција у Европу чија су врата тада постала отворенија за многе народе. Тако попис становништва из 1910. биљежи тек 273 становника у Босни и Херцеговини који говоре албански језик.
Албанци су доласком на ове просторе сачували имена свога рода, тако да су данас у Републици Српској присутна презимена изведена од албанских родова попут Гега или Гегић, Тоска или Тоскић, Арнаут или Арнаутовић, Бушатлија или Бушатлић и многа друга. Према расположивим подацима, утврђено је да је велики број натурализованих Албанаца у Доњој Рогатици сачувао албанску традицију, да су Албанци довели са собом у село Кршковце на Врбасу овцу руду. У Републици Српској постоје и географски етноними настали из имена албанског поријекла Брешка испод Мајевице, Корча и Арбанаси код Рудог, Арбанашка у околини Требиња.
Након ослобођења ових простора, и потпадање под обје Југославије, поново се велики број Албанаца због тешких животних услова у земљама у којима су живјели попут Албаније, Косова и Метохије, Црне Горе, Македоније досељава на територију Српске, првенствено у градове Сарајево, Бања Луку, Добој, Брчко, Бијељину, и Требиње. Већ се 1930. број Албанаца у БиХ скоро учетверостручио, а на попису из 1991. у БиХ је живјело скоро пет хиљада Албанаца, од тога највећи број на територији која данас припада Федерацији БиХ. Тадашњи досељеници Албанци углавном раде као пекари, сластичари, златари и други привредници.
Малобројна албанска заједница у Републици Српској се у највећој мјери бави послатичарством и пекарством. Њихове радње се могу посјетити у многим мјестима градовима Српске, а једна таква се налази у мјесту Јоховац код Добоја. Тренд довођења супруга из Албаније, присутан је и у Републици Српској.

## Религија
Албанци у Републици Српској, као и већина њихових сународника, у матичној земљи, као и широм свијета су исламске вјероисповијести, док је мањи број католичке вјероисповијести.

## Култура
Албанска заједница у Републици Српској настоји да кроз своје активности одржи живом албанску културу, традицију и обичаје.

## Удружења
У Републици Српској, не постоји ни једно удружење, које окупља припаднике албанског народа.

## Распрострањеност
По попису становништва 2013. у Босни и Херцеговини, а према подацима које је издао Републички завод за статистику, и који су једини валидни за Републику Српску, у Републици Српској је живјело 140 Албанаца. Албанци настањују сљедеће општине и градове:
| Албанци, по општинама и градовима, према попису становништва 2013. у Републици Српској |         |
| јединица локалне самоуправе                                                            | укупно  |
| укупно                                                                                 | 140     |
| Бања Лука                                                                              | 27      |
| Бијељина                                                                               | 17      |
| Брод                                                                                   | 11      |
| Брчко                                                                                  | 105     |
| Градишка                                                                               | 29      |
| Дервента                                                                               | 1       |
| Добој                                                                                  | 9       |
| Доњи Жабар                                                                             | 2       |
| Зворник                                                                                | 5       |
| Источно Сарајево - Источна Илиџа - Источно Ново Сарајево - Пале                        | 4 1 2 1 |
| Калиновик                                                                              | 1       |
| Козарска Дубица                                                                        | 1       |
| Костајница                                                                             | 1       |
| Котор Варош                                                                            | 1       |
| Лакташи                                                                                | 4       |
| Модрича                                                                                | 2       |
| Мркоњић Град                                                                           | 3       |
| Нови Град                                                                              | 1       |
| Ново Горажде                                                                           | 1       |
| Приједор                                                                               | 16      |
| Прњавор                                                                                | 7       |
| Рогатица                                                                               | 3       |
| Сребреница                                                                             | 2       |
| Угљевик                                                                                | 1       |

## Значајне личности
- Елфета Весели, припадница злогласне јединице Насера Орића и ратни злочинац против које се води судски поступак за свирепо убиство малољетног Слободана Стојановића у околини Зворника.
- Мирсад Мили Латифи, једини Албанац рођен у Љубињу,музичар и члан локалног бенда Рок Терапија, који је као борац Војске Републике Српске погинуо на Чавашкој градини.[1]